# Josefina Fierro de Bright
Josefina Fierro (1914 à Mexicali (Basse-Californie), Mexique – mars 1998), plus tard Josefina Fierro de Bright, est une dirigeante américano-mexicaine connue pour soutien actif à la résistance organisée contre les discriminations dans le sud-ouest des États-Unis pendant la Grande Dépression. Fille d'immigrés qui ont fui la révolution mexicaine pour s'installer en Californie, elle grandit à Los Angeles et dans la vallée de San Joaquin.
Josefina Fierro souligne l'importance que sa mère a portée sur son éducation en exhortant la jeune Josefina à « compter sur elle-même et être indépendante ». En 1938, alors âgée de 18 ans, Josefina Fierro entre à l'Université de Californie à Los Angeles (UCLA). Elle envisage d'étudier la médecine, mais l'activisme en faveur de la communauté mexicano-américaine lui prend la plupart de son temps et de son énergie. Elle abandonne ses études à l'UCLA pour devenir organisatrice, et son style est décrit par Bert Corona, le leader des débardeurs vétérans, comme « audacieux, flamboyant et dur ».
Aidée par son mari John Bright, scénariste hollywoodien et lui-même militant, Josefina Fierro de Bright commence à mener des boycotts d'entreprises qui font des affaires dans les communautés mexicaines américaines mais n'embauchent pas de travailleurs d'origine mexicaine. Ses activités militantes attirent l'attention d'un groupe mexicano-américain, El Congreso de Pueblos de Habla Española (congrès des peuples de l'hispanophonie), formé en 1938. El Congreso organise les migrants hispaniques pour défendre leurs droits. En 1939, les dirigeants d'El Congreso demandent à Fierro de Bright de les aider à établir une succursale à Los Angeles, ce qui représente un effort majeur, demandé à la génération mexicaine-américaine de l'époque, pour former un mouvement de la classe ouvrière visant à garantir les droits fondamentaux de tous les Mexicains et hispanophones aux États-Unis.
À sa mort, en mars 1998, Albert Camarillo, professeur universitaire à Stanford, affirme qu'elle était « une des dernières grandes meneuses de sa génération. ».

## Jeunesse
Josefina Fierro s'implique dans l'activisme révolutionnaire dès son plus jeune âge. Son père, Plumo Fierro, avait été officier dans l'armée révolutionnaire de Pancho Villa, mais c'est la passion de sa mère pour le militantisme et son engagement à aider les autres qui l'influence le plus fortement dans  la vie. Josefina Fierro a été élevée par sa mère, qui avait immigré aux États-Unis lorsque Josefina était bébé. Parce que sa famille du côté maternel était adepte de l'anarchiste mexicain radical Ricardo Flores Magón, on lui a appris à dénoncer l'injustice, à lutter pour ce qui était juste et à traiter tout le monde avec « dignité et respect ». Selon Carlos Larralde, la mère de Josefina faisait passer clandestinement des munitions à l'intérieur de la poussette de Josefina de la Californie au Mexique pour soutenir l'anarchiste Ricardo Flores Magon. Son père, Plumo Fierro, reçoit par voie d'héritage de quoi permettre à Josefina d'aller à l'Université de Californie. Josefina prend conscience qu'elle pouvait gagner de l'argent sans une forme d'enseignement supérieur, ce qui l'amène à abandonner l'UCLA. C'est la raison qui pousse Josefina à éviter de revoir ses parents, ainsi qu'à un mariage très bref qui la conduira à un avortement illégal et la laissera  irrémédiablement stérile.

## Vie personnelle et activisme
Après avoir obtenu son diplôme de fin de lycée, Josefina Fierro décide de d'emménager à Los Angeles avec une tante ; là, elle  rencontre l'acteur hollywoodien John Bright et en tombe amoureuse. Bright, sur liste noire avec plusieurs autres acteurs à Hollywood en raison d'allégations de liens avec le Parti communiste, inspire davantage l'activisme de Josefina Fierro. Après avoir épousé Bright, elle se retrouve au milieu d'une campagne défendant les droits des immigrés mexicains et de leurs descendants contre les discriminations des années 1930.
En 1938, à l'âge de dix-huit ans, Josefina Fierro de Bright, qui deviendra secrétaire exécutif, collabore avec Luisa Moreno et fonde El Congreso de Pueblos de Habla Española, une organisation mexicaine de défense des droits civiques des immigrés mexicains et de leurs descendants sur le sol américain ainsi que des droits des travailleurs également. Josefina Fierro de Bright transpose sa plateforme militante et celle de son mari à Hollywood et l'utilise pour collecter des fonds pour El Congreso. Le réseautage qu'elle crée à Hollywood amène des acteurs et leurs contributions à augmenter les revenus de l'organisation. Fierro de Bright, avec Luisa Moreno, a travaillé activement sur des questions ciblant les besoins des Mexicains à faible revenu et non bilingues afin de les aider à bénéficier des droits civils fondamentaux aux États-Unis. Malgré la durée relativement courte de El Congreso, l'activisme de Fierro de Bright ne prend pas fin avec sa dissolution. En 1942, lors du procès du Sleepy Lagoon, après avoir reçu des plaintes pour punitions cruelles de la part des parents des garçons détenus, Josefina Fierro de Bright organise un comité pour les accusés. Le comité prend le nom de Sleepy Lagoon Defense Committee (« Comité de défense des accusés du Sleepy Lagoon ») et collecte des fonds pour que les personnes jugées puissent engager un avocat pour les représenter et les défendre.
Josefina Fierro de Bright est à Los Angeles en 1943 lorsqu'éclatent les premières émeutes zazous. Elle déclare à propos des violences : 
« Je n'aurais jamais cru pouvoir voir une chose pareille... Je suis allée au centre-ville et mon mari et moi étions là et nous avons vu tous ces policiers qui traînaient... et des centaines de taxis avec des marins qui attendaient, gourdins à la main, des tyrans qui frappaient les Mexicains dans la rue principale. Et nous sommes allés demander à un flic d'arrêter ça ; il a dit : "Tu ferais mieux de te taire ou je te ferai la même chose." Vous ne pouvez rien faire quand vous voyez des gens et des ambulances venir les chercher et que personne n'arrête le massacre. C'est un cauchemar. C'est une chose terrible à voir. ». »